# 伯查德 (明尼蘇達州)
伯查德（英語：Burchard）是位於美國明尼蘇達州萊昂縣謝爾本鎮區的一個非建制地區。

## 歷史
隨著鐵路沿綫的發展，伯查德於1886年成立，得名自鐵路公司老闆H·M·伯查德（H. M. Burchard）。伯查德的郵局於1886年設立，其後於1945年停運。

## 地理
伯查德所處的海拔為高於海平面510米（即1673英呎），而該地所採用的時區為UTC-6，即北美中部時區（CST）。同時該地設有夏令時間，為UTC-6調快一小時，即UTC-5（CDT）。